# Verran
Pour les articles homonymes, voir Verran.
Verran est ancienne une municipalité du comté de Nord-Trøndelag en Norvège. Elle fait partie de la région du Innherred.